# 蛭川正文
蛭川 正文（ひるかわ まさふみ、1946年4月14日 - ）は、日本の実業家、政治家、馬主。
三重県桑名市に本社を置く、建設資材の総合商社であるヒルカワ金属株式会社の代表取締役会長を務める。

## 経歴
1946年、三重県出身。三重県立桑名高等学校の定時制を卒業後に就職し、1984年7月7日に37歳で独立して現在の会社を設立した。
2006年に行われた桑名市議会議員選挙では1,727票を獲得し当選。

## 馬主活動

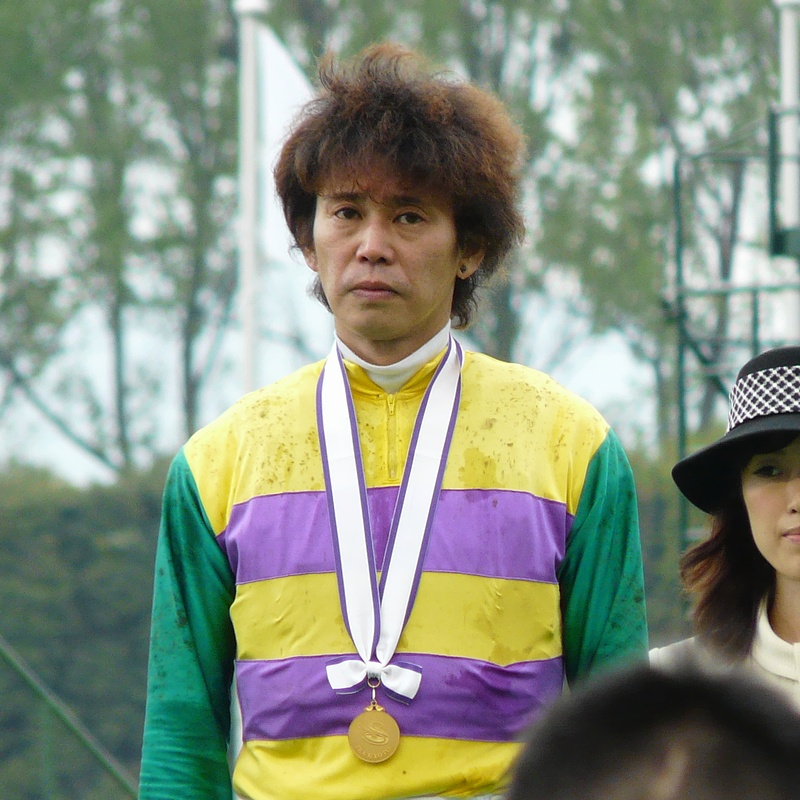
ヒルノの勝負服を着用した藤田伸二

日本中央競馬会（JRA）および地方競馬全国協会（NAR）に登録する馬主としても知られる。勝負服の柄は黄、紫二本輪、緑袖、冠名には「ヒルノ」を用いるが、かつては「ビック」を用いた。現在は「株式会社ヒルノ」の法人名義として馬主登録をしている。
16歳の頃に地元の多度大社の上げ馬神事の騎手に選ばれたことで馬好きとなったという。

### 来歴
- 1989年 - 馬主資格取得[1]。
- 1993年 - ビックフォルテが京都大障害（春）を制し、重賞初制覇。
- 2011年 - ヒルノダムールが天皇賞（春）を制し、GI競走初制覇[5]。

## 主な所有馬

### GI競走優勝馬
- ヒルノダムール（個人名義時、2010年皐月賞2着、2011年産経大阪杯、天皇賞・春）

### 重賞競走優勝馬
斜字は地方重賞。
- ビックフォルテ（個人名義時、1993年京都大障害・春）
- ヒルノマインド（個人名義時、1998年中京盃）

### その他の所有馬
- ヒルノマテーラ（2016年カシオペアステークス、マーメイドステークス2着）
- ヒルノデイバロー（2017年阪急杯2着、スワンステークス2着、2018年函館スプリントステークス2着）